# Biagio Goggio
Biagio Goggio, detto Gino (Torino, 28 maggio 1892 – Castelnuovo del Carso, 28 ottobre 1915), è stato un calciatore italiano, di ruolo mediano.

## Carriera

### Club
Dopo aver giocato nell'Ivrea, Goggio venne ingaggiato dal Torino nel 1911. Esordì in campionato il 26 gennaio 1913 in Torino-Novara 3-1 e rimase in granata fino al 1914, quando venne ceduto alla Juventus.

### Nazionale
Goggio giocò la sua prima ed unica partita in Nazionale il 29 marzo 1914 contro la Francia.

## Morte
Morì sul Carso durante la prima guerra mondiale, dove combatté come bersagliere.

## Vita privata
Sua sorella sposò il calciatore Eugenio Mosso.

## Statistiche

### Cronologia presenze e reti in Nazionale
| Cronologia completa delle presenze e delle reti in nazionale ― Italia | Cronologia completa delle presenze e delle reti in nazionale ― Italia | Cronologia completa delle presenze e delle reti in nazionale ― Italia | Cronologia completa delle presenze e delle reti in nazionale ― Italia | Cronologia completa delle presenze e delle reti in nazionale ― Italia | Cronologia completa delle presenze e delle reti in nazionale ― Italia | Cronologia completa delle presenze e delle reti in nazionale ― Italia | Cronologia completa delle presenze e delle reti in nazionale ― Italia |
| Data                                                                  | Città                                                                 | In casa                                                               | Risultato                                                             | Ospiti                                                                | Competizione                                                          | Reti                                                                  | Note                                                                  |
| --------------------------------------------------------------------- | --------------------------------------------------------------------- | --------------------------------------------------------------------- | --------------------------------------------------------------------- | --------------------------------------------------------------------- | --------------------------------------------------------------------- | --------------------------------------------------------------------- | --------------------------------------------------------------------- |
| 29/03/1914                                                            | Torino                                                                | Italia                                                                | 2 – 0                                                                 | Francia                                                               | Amichevole                                                            | -                                                                     |                                                                       |
| Totale                                                                |                                                                       | Presenze                                                              | 1                                                                     |                                                                       | Reti                                                                  | 0                                                                     |                                                                       |